# عرسة جرابية كثيفة الذيل
عرسة جرابية كثيفة الذيل (الاسم العلمي: Phascogale tapoatafa) (بالإنجليزية: brush-tailed phascogale)‏ هي نوع من الثدييات تتبع جنس العرسة الجرابية من فصيلة الدصيوريات.